# Bab Mansour el Aleuj
Pour un article plus général, voir Meknès.

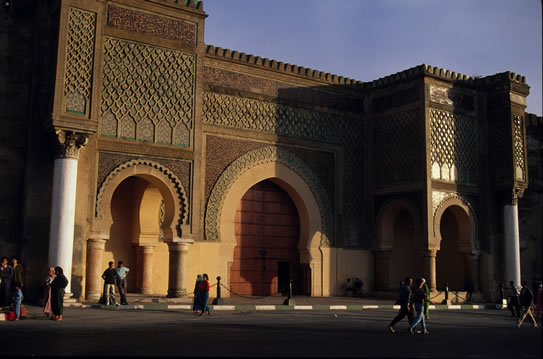
Bab Mansour el Aleuj

Bab Mansour el-Aleuj, appelée également la porte du Renégat, Bab el-Mansour ou encore Bab Mansour, est la porte de la ville de Meknès au Maroc la plus importante et la plus remarquable. Elle est située en face de la célèbre place Lahdim.

## Histoire
La porte dite Bab el-Mansour a été achevée en 1732 par Moulay Abdallah, fils du sultan Moulay Ismaïl. Elle marque l'entrée principale du palais impérial construit pour Moulay Ismaïl. La porte a été conçue par un chrétien converti à l'islam, d'où son nom : La porte de Mansour, le renégat. Les colonnes de marbre qui ornent les bastions latéraux en saillie proviennent des ruines de Volubilis.

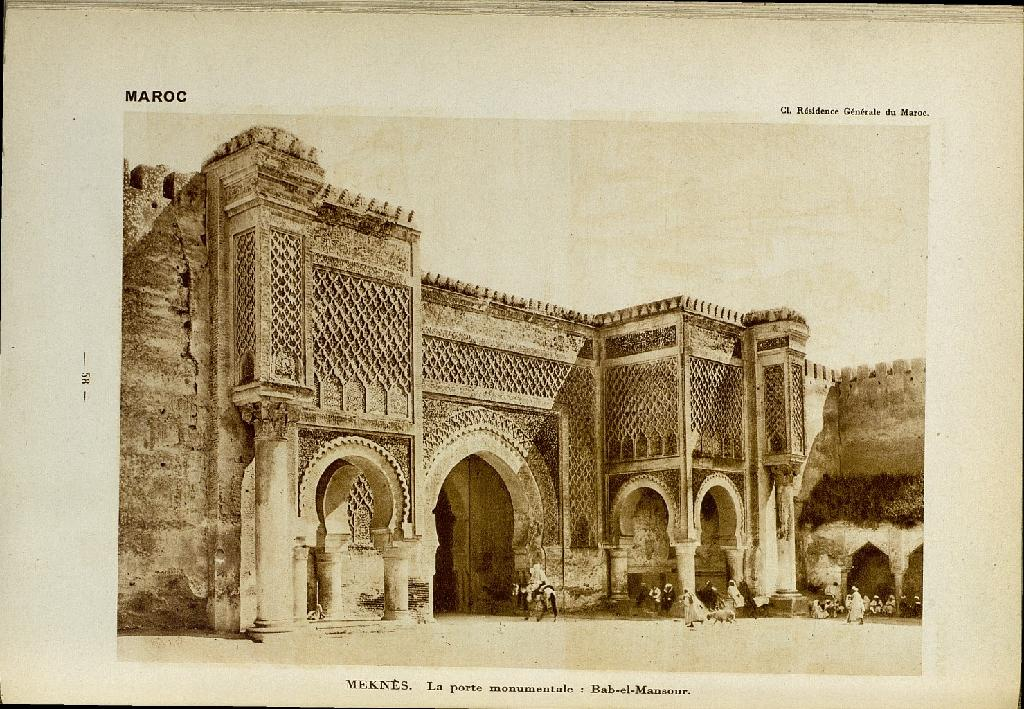
La porte monumentale de Bab-el-Mansour en 1931

Bab Mansour fait partie du patrimoine protégé de Meknès depuis 1914.

## Ouvrages
- Lahcen Daaïf, « Les inscriptions de Bab Mansur al-,Ilg : déchiffrement et traduction », Al-Qantara, vol. 34, no 2,‎ juillet-décembre 2013, p. 243–266 (DOI 10.3989/alqantara.2013.009)